# Gauchin-Légal
Gauchin-Légal település Franciaországban, Pas-de-Calais megyében. Lakosainak száma 300 fő (2022. január 1.). Gauchin-Légal Rebreuve-Ranchicourt, Béthonsart, Caucourt, Estrée-Cauchy, Fresnicourt-le-Dolmen, Frévillers és Hermin községekkel határos.

## Népesség
A település népességének változása:
| Lakosok száma | 333  | 321  | 332  | 321  | 315  | 312  | 308  | 304  | 300  |
|               | 2013 | 2015 | 2016 | 2017 | 2018 | 2019 | 2020 | 2021 | 2022 |